# پیگمالیون و گالاتی
پیگمالیون و گالاتی (فرانسوی: Pygmalion et Galathée‎) یک فیلم کوتاه صامت به کارگردانی ژرژ ملی‌یس است که در سال ۱۸۹۸ منتشر شد. از بازیگران آن می‌توان به ژان د آلسی اشاره کرد.